# .zr
.zr е интернет домейн от първо ниво, принадлежащ на Заир.
Тъй като страната през 1997 г. се преименува на Демократична република Конго, то .zr е изваден от употреба, а на негово място е въведен домейнът .cd.
Домейнът .zr е окончателно изтрит през 2001 г.